# 3450 Dommanget
3450 Dommanget је астероид главног астероидног појаса чија средња удаљеност од Сунца износи 2,743 астрономских јединица (АЈ).
Апсолутна магнитуда астероида је 12,5.